# 알쏭달쏭 호기심 마을
《알쏭달쏭 호기심 마을 만들기》(영어: Poppets Town)는 2009년 1월 1일부터 2011년 5월 1일까지 TVOKids 계열 방송사에서 방송되었던 미국의 TV 애니메이션이다. 대한민국에서는 EBS, 

## 소개
알쏭달쏭 즐길 수 있는 도시는 블루터와 그의 가장 친한 친구인 패티, 바비의 모험을 따라 알쏭달쏭 가지고 있는 마을에서 일상의 문제를 해결합니다.

## 등장 인물

### 주요인물

#### 블루터(Blooter)
- 성우 : 엄상현

옷을 입지 않고(헬멧, 빨간 칼라, 배낭은 제외) 스쿠터 타는 것을 좋아하는 파란 개입니다.

#### 패티(Patty)
- 성우 : 김아)

연한색 꽃이 그려진 핑크색 드레스에 파란색 반다나를 두른 노란 고양이는 헬리콥터 타기를 좋아하고 노트북을 들고 다닙니다.

#### 바비(Bobby)
- 성우 : 신용우

핑크색 물방울무늬가 있는 노란색 셔츠에 파란색 모자를 쓰고, 밴 타기를 좋아하며, 카메라를 들고 다니는 주황색 곰입니다.

### 조연

#### 알리(Alli)
- 성우 : 홍진욱

빨간색과 흰색 줄무늬 셔츠와 빨간색 모자를 쓰고 안경을 쓴 악어입니다. 그는 음반 가게에서 일하며 무당벌레 자동차를 운전합니다. 그가 가장 좋아하는 악기는 색소.

#### 코코리(Cocori)
- 성우 : 홍소영

분홍색 셔츠와 파란색 스카프를 두른 닭. 그녀는 빨간 헬멧을 쓰고 롤러 스케이트를 신습니다. 그녀는 카페에서 일하며 달걀 모양의 자동차를 운전합니다.

#### 코지(Cozy)
- 성우 : 오병조

교차로를 지키며 파란 말을 타는 빨간색과 흰색 줄무늬 얼룩말.

#### 캡 선장(Captain Cap)
- 성우 : 방성준

해적이었던 양은 오리배를 몰고 다닌다.

#### 나카나카 삼형제(The Naka-Nakas)
- 성우 : 전해리 (로빈), 이소영 (조조) 그리고 장은숙| (니키)

그들은 줄무늬 셔츠, 리본 스카프, 그리고 우스꽝스러운 모자를 쓴 원숭이 3인조이며, 바나나카를 운전합니다. 그들이 가장 좋아하는 악기는 봉고 드럼이다.

## 에피소드
제1화 아이스크림을 구하라! (Ice Cream Dream)
제2화 호기심 마을의 소풍날 (Under the Rainbow)
제3화 패티의 새 친구 (Butterfly Flutter)
제4화 과일 스무디 대소동 (Tutti Frutti)
제5화 사라진 달님 (Moon Dance)
제6화 낙엽 치우기 (Leaf Pile a-Go-Go)
제7화 이사 가는 두꺼비 (A Road for a Toad)
제8화 코코리의 생일파티 (Too Many Cooks)
제9화 피클 냄새 대소동 (Poppets in a Pickle)
제10화 코지의 노래 (A Cozy Song)
제11화 신나는 연날리기 (Kite Flight)
제12화 모래성 쌓기 (The PoppetsTown Castle)
제13화 하와이 파티, 루아우 (Lava Luau)
제14화 호기심 마을의 날 (PoppetsTown Day)
제15화 빙키의 보물 (Bushy-Tail's Treasure)
제16화 바비의 재채기 (The Dusty Gusts)
제17화 수수께끼 산의 괴물 (The Mystery of Mount Poppet)
제18화 꽥꽥! 고무 오리 (Quack Quest)
제19화 종이상자로 만들어요 (Box-Car Bobby)
제20화 아기 새의 꿈 (Bye Bye Birdie)
제21화 올리 아저씨와 벌꿀 (See the Bee)
제22화 쓱싹쓱싹 페인트 칠 (Treehouse Trouble)
제23화 패티의 끝나지 않은 이야기 (Patty's Neverending Story)
제24화 비눗방울 대소동 (The Trouble with Bubbles)
제25화 수키의 욕조 (Bird Bath)
제26화 나카나카를 찾아라 (Find the Naka-Nakas)